# Małe Sitno
Małe Sitno (kaszb. Jezoro Môłé Sëtno) – jezioro śródleśne na Wysoczyźnie Polanowskiej w powiecie bytowskim (województwo pomorskie). Jezioro leży na obszarze rezerwatu Jeziora Małe i Duże Sitno w kompleksie leśnym Parku Krajobrazowego Dolina Słupi.
Ogólna powierzchnia: 3,03 ha, długość: 0,31 km, szerokość: 90 m